# Малая Кица
Малая Кица — река в России, протекает по Мурманской области. Устье реки находится в 28 км по левому берегу реки Кица. Длина реки составляет 32 км, площадь водосборного бассейна 212 км².

## Данные водного реестра
По данным государственного водного реестра России относится к Баренцево-Беломорскому бассейновому округу, водохозяйственный участок реки — Кола, включая озеро Колозеро. Речной бассейн реки — бассейны рек Кольского полуострова, впадает в Баренцево море.
Код объекта в государственном водном реестре — 02010000512101000002771.